# Andrew Smith (badmintonspiller)
Andrew Smith (født 3. juni 1984 i Portsmouth) er en engelsk badmintonspiller. Han har ingen større internationale mesterskabs titler, men kvalificerede sig til VM i 2006, hvor han tabte i anden runde mod Sony Dwi Kuncoro fra Indonesien. Smith var udtaget til at repræsentere Storbritannien ved sommer-OL 2008, hvor han røg ud i anden runde mod Marc Zwiebler fra Tyskland. Han er rangeret som den bedste badmintonspiller i Storbritannien.